# Tecoanapa
Tecoanapa är en ort i delstaten Guerrero i Mexiko, och administrativ huvudort i kommunen med samma namn. Tecoanapa hade 4 268 vid folkräkningen 2010 och var kommunens största samhälle.